# 高橋征郎
高橋 征郎（たかはし いくろう、1938年1月31日 - 2022年7月14日）は、日本の俳優。東京都出身。劇団民藝所属。身長162cm。体重56kg。妻は劇団民藝所属の女優・ 岸野佑香。

## 略歴
東京都立北園高等学校卒業。1957年、水品演劇研究所入所。1959年、劇団青年芸術劇場入団。1968年、劇団民藝入団。
2022年7月14日、肺炎のため死去。84歳没。

## 出演作品

### 舞台
- ゼロの記録（1968年） - 寺田 役
- 夢から醒めた夢（1987年） - 老人 役
- ミュージカル異国の丘（2001年） - メイ総領事 役
- 審判（2006年） - 弁護人 役
- 浅草物語（2006年 - 2007年） - 諸岡 役
- 明石原人（2007年 - 2008年） - 謙三 役
- 神戸北ホテル（2009年 - 2010年） - 貫名 役
- アルベルト・シュペーア
- おはなはん
- 勤皇やくざ瓦版
- 熊楠の家
- 研師源六
- その人を知らず
- 泰山木の木の下で
- 根岸庵律女
- リア王

### テレビドラマ
- 埋没（1962年）
- ふたり（1963年）
- 光のかたち（1963年）
- 事件記者 第176話「血痕」（1964年）
- 風雪 第6回「郵便往来」（1964年） - 穴あけ屋六助 役
- ウルトラシリーズ（TBS / 円谷プロ）
  - ウルトラQ 第11話「バルンガ」（1966年） - サタン1号パイロット（奈良丸明彦の息子）
  - ウルトラセブン 第12話「遊星より愛をこめて」（1967年） - 青年（スペル星人人間体）
- 万葉翡翠（1966年）
- 城（1968年）
- 七人の刑事 第2シーズン 第365話「腹の中」（1968年）
- 三十六人の乗客（1969年）
- 太陽にほえろ! 第36話「危険な約束」（1973年）
- 同心部屋御用帳 江戸の旋風II 第33話「悲しい幼な妻」（1976年）
- 日本巌窟王（1979年） - 紀伊國屋・番頭 役
- 項羽と劉邦（1983年）
- 若き血に燃ゆる〜福沢諭吉と明治の群像（1984年）
- はね駒（1986年）
- Dr.コトー診療所 第1期 第3話「赤ちゃんを助けて」（2003年） - 坂野達郎 役
- 日本人の知らない日本語 最終話「忘れないさよなら涙の卒業式…最後の約束」（2010年） - 老夫婦の夫 役

### テレビバラエティ
- おかあさんといっしょ（1960年 - 1966年、NHK） - 動物のお兄さん

### ラジオドラマ
- 円い影（1951年 - 1952年、ラジオ東京） - 正木秋男